# Xenopus gilli
Pour les articles homonymes, voir Gilli.
Espèce
Statut de conservation UICN

 EN B1ab(i,iii)+2ab(i,iii) : En danger
Xenopus gilli est une espèce d'amphibiens de la famille des Pipidae.

## Répartition
Cette espèce est endémique du Sud-Ouest de l'Afrique du Sud. Elle se rencontre entre 10 et 140 m d'altitude dans la province du Cap-Occidental.

## Étymologie
Cette espèce est nommée en l'honneur d'Edwin Leonard Gill (1877-1956), directeur du Musée Hancock d'histoire naturelle puis de l'Iziko South African Museum (en) .

## Publication originale
- (en) Rose & Hewitt, 1927 : Description of a new species of Xenopus from the Cape Peninsula. Transactions of the Royal Society of South Africa, vol. 14, p. 343-346.